# Уэллетт, Каролин
Каролин Уэллетт (фр. Caroline Ouellette; род. 25 мая 1979, Монреаль, Квебек) — канадская хоккейная нападающая и тренер. Четырёхкратная олимпийская чемпионка 2002, 2006, 2010 и 2014 годов, шестикратная чемпионка мира. Также играла в софтбол, входила в сборную Квебека на Канадских играх 1997 года.

## Личная жизнь
В браке с американской хоккеисткой Джули Чу, у пары двое детей.